# Saint-Symphorien (Ille-et-Vilaine)
Saint-Symphorien (bret. Sant-Sinforian) – miejscowość i gmina we Francji, w regionie Bretania, w departamencie Ille-et-Vilaine.
Według danych na rok 2006 gminę zamieszkiwało 506 osób, a gęstość zaludnienia wynosiła 67 osób/km².